# Hugleik
Hugleik (n. 492) u Ochilaik (una forma variante de Hygelac) fue un rey vikingo de Suecia de la dinastía de los Ynglings, según la saga Ynglinga. Hijo de Alf y su consorte Bera.
Algunos historiadores opinan que se trata del mismo rey de los gautas Hygelac pero aunque ambos reyes murieron en el campo de batalla, Hygelac murió en territorio del imperio franco (Frisia), mientras que Hugleik murió en Fýrisvellir, Suecia.
Cuando el padre y el tío de Hugleik se mataron entre ellos, Hugleik heredó el trono sueco. Como su padre, tampoco era un guerrero afamado, prefería la vida apacible del hogar. Era reputadamente avaricioso y muy rico, prefería la compañía de bufones, hechiceros y völvas.
Haki y Hagbard (el héroe de la leyenda de Hagbard y Signý) eran dos famosos reyes del mar que tenían una gran fuerza militar de guerreros y ocasionalmente saqueaban en incursiones conjuntas. Haki llegó con sus vikingos hasta Gamla Uppsala, y tenía fama de ser un luchador mortal siempre rodeado de doce hombres fieles de su hird, uno de ellos era el legendario Starkad que había estado al servicio del abuelo de Hugleik, Erik y tío abuelo Alrik. Hugleik también reunió un gran ejército y recibió apoyo de otros dos grandes guerreros, el berserker Svipdag y su hermano Geigad.
Ambas fuerzas se encontraron en Fýrisvellir y allí hubo una gran batalla. El ejército sueco fue derrotado, pero los dos campeones Svipdag y Geigad siguieron luchando a pesar de que los guerreros de Haki los superaban seis a uno. Al final ambos fueron capturados por Haki, luego atacó el círculo de escudos alrededor de Hugleik y le mató junto a sus dos hijos.
Saxo Grammaticus conocía la historia, pero cita a Huglet(h)us como un rey de Irlanda que murió en batalla contra el danés Haco. La motivación tras describir a Hugleik como un rey irlandés fue probablemente la misma qué usó como justificación tras el ataque:
incluso los reinos más lejanos del mundo podrían no afectar al danés por las armas.
Saxo escribe que Starkad y Haki llevaron su flota hasta Irlanda donde vivía el rico y avaricioso rey Hugleik. Hugleik nunca fue honorable ni generoso, pero gastaba su fortuna en mimos y juglares. A pesar de su avaricia, Hugleik contaba con la ayuda de Geigad y Svipdag.
Al inicio de la batalla, juglares y mimos escaparon llenos de pánico, solo Geigad y Svipdag permanecieron al lado de Hugleik, pero lucharon como si fueran un ejército poderoso. Geigad provocó a Starkad una herida en la cabeza, fue una herida seria que más tarde Starkad cantaba canciones sobre eso.
Starkad mató a Hugleik y obligó al ejército irlandés a retirarse y los mimos y juglares fueron azotados y golpeados para humillarles. Los daneses llevaron las riquezas de Hugleik a Dublín para su saqueo público, y había tanto que nadie se preocupó de dividir el tesoro en partes iguales.